# Eusebi de Bolonya
Eusebi de Bolonya (mort el 400) fou bisbe de Bolonya al segle iv. És venerat com a sant per diverses confessions cristianes. Venerat a les esglésies catòlica i ortodoxa, la seva memòria es va establir el dia 26 de setembre. Fou elegit bisbe de Bolonya en 370, a la mort de Joan I. Fundà els monestirs de Sant Pròcul i dels Sants Vidal i Agrícola, dels qui retrobà les relíquies cap al 392. Va assistir al concili d'Aquileia inaugurat el 3 de setembre de 381, on prengué la paraula dinou cops. Amb Ambròs de Milà, de qui era amic, i d'altres, defengué l'ortodòxia catòlica enfront de l'arrianisme. En morir, el 400, el succeí al bisbat Fèlix de Milà.